# Lithocarpus bonnetii
Lithocarpus bonnetii är en bokväxtart som först beskrevs av Paul Robert Hickel och Aimée Antoinette Camus, och fick sitt nu gällande namn av Aimée Antoinette Camus. Lithocarpus bonnetii ingår i släktet Lithocarpus och familjen bokväxter. Inga underarter finns listade.